# Шарва
Шарва (калм. Шарва) — посёлок (сельского типа) в Яшкульском районе Калмыкии, в составе Чилгирского сельского муниципального образования. Посёлок расположен на Приергенинской равнине в 23 км к северу от посёлка Чилгир.
.
Население — 8 человек (2010)

## История
Дата основания не установлена. Предположительно основан во второй половине XX века. Впервые обозначен на топографической карте 1984 года.

## Физико-географическая характеристика
Посёлок расположен на северо-западе Яшкульского района в пределах наклонной Приергенинской равнине, являющейся частью Прикаспийской низменности, на высоте 1 м над уровнем моря. Рельеф местности равнинный. Со всех сторон посёлок окружён пастбищными угодьями. В 4,4 км к юго-востоку от посёлка расположено озеро Шарва, в 2,7 км к западу от посёлка расположено озеро Бор-Царнг .
По просёлочным дорогам расстояние административного центра сельского поселения посёлка Чилгир составляет 23 км. Ближайший населённый пункт — посёлок Чонта, расположенный в 15 км к юго-западу от Шарвы.
В окрестностях посёлка распространены солонцы в комплексе бурыми пустынно-степными солонцеватыми почвами.
В посёлке, как и на всей территории Калмыкии, действует московское время.

## Население
В конце 1980-х в посёлке проживало около 120 человек.
| 2002 | 2010 |
| ---- | ---- |
| 14   | ↘8   |

| Национальность | Численность (2010) | Процент |
| -------------- | ------------------ | ------- |
| Чеченцы        | 8                  | 100%    |
| Всего          | 8                  | 100%    |

## Социальная инфраструктура
Социальная инфраструктура отсутствует. Ближайшие учреждения культуры (клуб, библиотека), образования (средняя школа, детский сад) расположены в административном центре сельского поселения - посёлке Чилгир. Медицинское обслуживание жителей посёлка обеспечивают фельдшерско-акушерский пункт в посёлке Чилгир и Яшкульская центральная районная больница.
Посёлок не газифицирован. Центральное водоснабжение отсутствует, потребность в пресной воде обеспечивается индивидуально, путём доставки воды к каждому домовладению. Водоотведение осуществляется за счёт использования выгребных ям.
Подъездная дорога с твёрдым покрытием отсутствует.